# 塔ノ段通
塔ノ段通（とうのだんどおり）は京都市内の南北の通りの一つ。北は上京区桜木町から南は今出川通まで、延長およそ600m。
ほぼ住宅のみの並ぶ通りで、商店も数少ない。
名称の由来は、相国寺の七重の塔が建っていたところであるため。
この塔は京都で現存している塔でもっとも高い東寺よりも高かったという。

## 主な沿道の施設
- 同志社女子中学校・高等学校